# اعتيان

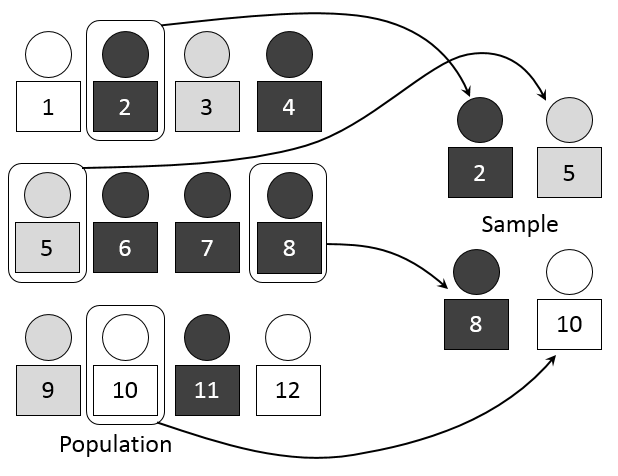
تمثيل بصري لعملية الاعتيان

يُعد الاعتيان أو المُعاينة أو أخذ العينة أو أخذ العينات أو انتقاء العينات أو اختيار العينات (بالإنجليزية: Sampling)‏ في الإحصاء وضمان الجودة والاستقصاء الإحصائي، اختيار مجموعة فرعية (عينة إحصائية) من الأفراد من داخل مجتمع إحصائي لتقدير خصائص المجتمع بأكمله. بشكل يحاول فيه الإحصائيون جعل العينات تمثّل السكان المعنيين. يوجد ميزتان لأخذ العينات، هما التكلفة المنخفضة وجمع البيانات بشكل أسرع من جمعها للسكان بالكامل.
تقيس كل ملاحظة علمية (كل رصد) خاصية واحدة أو أكثر (مثل الوزن والموقع واللون) للكيانات ممكنة الملاحظة والمميزة كأشياء أو أفراد مستقلين. في مسح أخذ العينات، يمكن وضع الوزن كأحد البيانات لضبط تصميم العينة، لا سيما في أخذ العينات الطبقية. تُستخدم نتائج من نظرية الاحتمالات والنظرية الإحصائية لتوجيه تطبيق أخذ العينات. في مجال الأعمال التجارية والبحوث الطبية، يُستخدم أخذ العينات على نطاق واسع لجمع المعلومات حول المجتمع الإحصائي. تُستخدم عينات القبول لتحديد ما إذا كانت دفعة من المواد المُنتجة تفي بالمواصفات المطلوبة.

## تعريف المجتمع الإحصائي
تعتمد الممارسة الإحصائية الناجحة على التركيز على تعريف المشكلة. في أخذ العينات، يتضمن ذلك تحديد «المجتمع» الذي تُسحب منه عينتنا. يمكن تعريف المجتمع الإحصائي على أنه مجتمع يشمل جميع الأشخاص أو العناصر ذات الخصائص التي يرغب الباحث في فهمها. نظرًا لأنه نادرًا ما يكون هناك ما يكفي من الوقت أو المال لجمع المعلومات من الجميع أو عن كل شيء في المجتمع الإحصائي، يصبح الهدف إيجاد عينة تمثيلية (أو مجموعة فرعية) من ذلك المجتمع.
في بعض الأحيان يكون ما يعرّف المجتمع واضحًا. على سبيل المثال، تحتاج الشركة المصنعة إلى تحديد ما إذا كانت دفعة من المواد المُنتَجة ذات جودة عالية بما يكفي من أجل تصديرها للعميل، أو ينبغي الحكم عليها في حال كانت سيئة أو إعادة إنتاجها بسبب رداءة الجودة. في هذه الحالة، دُفعة من الإنتاج (مجموعة صغيرة) هي المجتمع.
على الرغم من أنه غالبًا ما يتكون المجتمع المطلوب من أشياء مادية، فمن الضروري أحيانًا أخذ عينات في أوقات أو أماكن مختلفة أو باختلاف زمني ومكاني معًا. على سبيل المثال، يمكن لتحقيق حول موظفي السوبر ماركت البحث في طول مدة الخروج خلال أوقات مختلفة، أو قد تهدف دراسة عن طيور البطريق المهددة بالانقراض إلى فهم استخدامها لمختلف مناطق الصيد بمرور الوقت. بالنسبة للبعد الزمني، يمكن التركيز على فترات أو مناسبات منفصلة عن بعضها زمنيًا.
في حالات أخرى، قد يكون «المجتمع» المدروس أقل وضوحًا. على سبيل المثال، درس جوزيف جاغر سلوك عجلات الروليت في كازينو في مونت كارلو، واستخدم ذلك لتحديد عجلة منحازة. في هذه الحالة، كان «المجتمع» الذي أراد جاغر الدراسة عنه هو السلوك العام للعجلة (أي التوزيع الاحتمالي لنتائجها على عدد لا نهائي من التجارب)، بينما كانت عينته عبارة عن النتائج المرصودة من تلك العجلة. تظهر اعتبارات مماثلة عند إجراء قياسات متكررة لبعض الخصائص الفيزيائية مثل التوصيل الكهربائي للنحاس.
غالبًا ما ينشأ هذا الموقف عند البحث عن المعرفة حول السببية التي جعلت المجتمع المرصود نتيجة له. في مثل هذه الحالات، قد تعامل نظرية الاعتيان المجتمع المرصود كعينة من «مجتمع أكبر». على سبيل المثال، قد يدرس الباحث معدل نجاح برنامج «الإقلاع عن التدخين» الجديد على مجموعة اختبار مكونة من 100 مريض، من أجل التنبؤ بآثار البرنامج في حال نُشر على الصعيد الوطني. يكون هنا المجتمع الأكبر هو «كل شخص مُتاح له الوصول إلى هذا العلاج في البلد»، فالمجموعة الأكبر غير موجودة بعد؛ لأن البرنامج غير متاح للجميع بعد.
قد لا يكون المجتمع الذي تُؤخذ منه العينات هو نفسه المجتمع الذي ترغب في الحصول على معلومات عنه. غالبًا ما يكون هناك تداخل كبير ولكن غير كامل بين هاتين المجموعتين بسبب مشاكل الإطار وما إلى ذلك (انظر أدناه). في بعض الأحيان قد تكون المجموعتان منفصلتان تمامًا. على سبيل المثال، قد يدرس المرء الفئران من أجل الحصول على فهم أفضل لصحة الإنسان، أو قد يدرس الشخص سجلات من مواليد 2008 من أجل وضع تنبؤات حول الأشخاص الذين ولدوا في عام 2009.

## إطار أخذ العينات
في الحالة الأكثر وضوحًا، مثل أخذ عينات من دفعة من المواد المنتجة، سيكون من المرغوب فيه تحديد وقياس كل عنصر في المجتمع وتضمين أي منها في عينتنا. ومع ذلك، في الحالة العامة، لا يكون هذا ممكنًا أو عمليًا في العادة. إذ لا توجد طريقة للتعرف على جميع الفئران في مجموعة الفئران. عندما لا يكون التصويت إجباريًا، لا توجد طريقة لتحديد الأشخاص الذين سيصوتون في الانتخابات القادمة (قبل الانتخابات). هذه المجموعات الإحصائية غير الدقيقة ليست قابلة لأخذ العينات بأي من الطرق المعروفة، والتي يمكننا تطبيق النظرية الإحصائية عليها.
وأحد الحلول لذلك، السعي إلى إطار أخذ العينات الذي له خاصية تمكننا من تحديد كل عنصر على حدة وتضمين أي عنصر في العينة. أكثر أنواع الأُطر وضوحًا هو إطار قائمة عناصر المجتمع (ويفضل جميع عناصر هذا المجتمع) مع معلومات الاتصال المناسبة. على سبيل المثال، في استطلاع للرأي، تتضمن أطر أخذ العينات الممكنة السجل الانتخابي ودليل الهاتف.

العينة الاحتمالية هي عينة يكون فيها لكل وحدة في المجتمع فرصة (أكبر من الصفر) لاختيارها في العينة، ويمكن تحديد هذا الاحتمال بدقة. إن الجمع بين هذه السمات يجعل من الممكن إنتاج تقديرات غير متحيزة للمجتمع، من خلال ترجيح الوحدات المأخوذة من العينات وفقًا لاحتمالية اختيارها.
مثال: نريد تقدير الدخل الإجمالي للبالغين الذين يعيشون في شارع معين. نزور كل منزل في ذلك الشارع، ونحدد جميع البالغين الذين يعيشون هناك، ونختار عشوائيًا شخصًا بالغًا من كل أسرة. (على سبيل المثال، يمكننا تخصيص رقم عشوائي لكل شخص، نختاره من توزيع موحد بين 0 و1، واختيار الشخص الذي لديه أكبر رقم في كل أسرة). ثم نجري مقابلة مع الشخص المختار ونسجل دخله.
من المؤكد أنه سيُختار الأشخاص الذين يعيشون بمفردهم، لذلك فإننا ببساطة نضيف دخلهم إلى تقديرنا للإجمالي. لكن الشخص الذي يعيش في منزل مكون من شخصين بالغين لديه فرصة اختيار واحد من اثنين فقط. لنعكس ذلك، عندما نأتي إلى مثل هذه الأسرة، فإننا نحسب دخل الشخص المختار مرتين من الإجمالي. (يمكن اعتبار الشخص الذي اخترناه من تلك الأسرة على أنه يمثل أيضًا الشخص الآخر الذي لم نختره).
في المثال أعلاه، ليس لدى الجميع نفس احتمالية الاختيار؛ ما يجعلها عينة احتمالية هو حقيقة أن احتمال كل شخص معروف. عندما يكون لكل عنصر في المجتمع نفس احتمالية الاختيار، يُعرف هذا باسم تصميم «احتمالية متساوية الاختيار».  يشار إلى هذه التصميمات أيضًا باسم «الترجيح الذاتي» لأن جميع الوحدات المأخوذة من العينات تأخذ نفس الوزن.
يشمل أخذ العينات الاحتمالية: أخذ العينات العشوائية البسيطة، أخذ العينات المنتظم، أخذ العينات الطبقية، الاحتمال المتناسب مع أخذ عينات حجمية، وأخذ العينات العنقودية أو متعددة المراحل. تشترك هذه الطرق المختلفة لأخذ العينات الاحتمالية في شيئين مشتركين:
1. كل عنصر له احتمالية غير صفرية ومعروفة لأخذ عينات.
2. تتضمن الاختيار العشوائي في مرحلة ما.

### أخذ العينات غير الاحتمالية
أخذ العينات غير الاحتمالية هو أي طريقة أخذ عينات بشكل لا يكون لبعض عناصر المجتمع فرصة للاختيار (يشار إليها أحيانًا باسم «خارج التغطية» / «غير مغطاة»)، أو بشكل لا يمكن تحديد احتمال الاختيار بدقة. ينطوي هذا النوع على اختيار العناصر بناءً على الافتراضات المتعلقة بالمجتمع المعني، والذي يشكل معايير الاختيار. ومن ثم، نظرًا لأن اختيار العناصر غير عشوائي، فإن أخذ العينات غير الاحتمالية لا يسمح بتقدير أخطاء أخذ العينات. تؤدي هذه الشروط إلى تحيز الاستبعاد، مما يضع قيودًا على مقدار المعلومات التي يمكن أن توفرها العينة عن المجتمع. المعلومات حول العلاقة بين العينة والمجتمع محدودة، مما يجعل من الصعب الاستقراء من العينة إلى المجتمع.
مثال: نزور كل منزل في شارع معين، ونجري مقابلة مع أول شخص يجيب على الباب. في أي أسرة تحوي أكثر من ساكن واحد، هذه عينة غير محتملة، لأن بعض الناس أكثر عرضة للإجابة على الباب (على سبيل المثال، الشخص العاطل عن العمل الذي يقضي معظم وقته في المنزل من المرجح أن يجيب أكثر من زميل في المنزل قد يكون في العمل عندما يتصل المحاور) وليس من العملي حساب هذه الاحتمالات.
تشمل طرق أخذ العينات غير الاحتمالية أخذ العينات الملائمة وأخذ عينات الحصص وأخذ العينات الهادف. بالإضافة إلى ذلك، قد تحوّل تأثيرات عدم الاستجابة أي تصميم احتمالي إلى تصميم غير احتمالي إذا كانت خصائص عدم الاستجابة غير مفهومة جيدًا، نظرًا لأن عدم الاستجابة يعدل بشكل فعال احتمالية أخذ عينات لكل عنصر.